# Sejdeme se v nebi: životní příběh mladého kněze Jana Buly

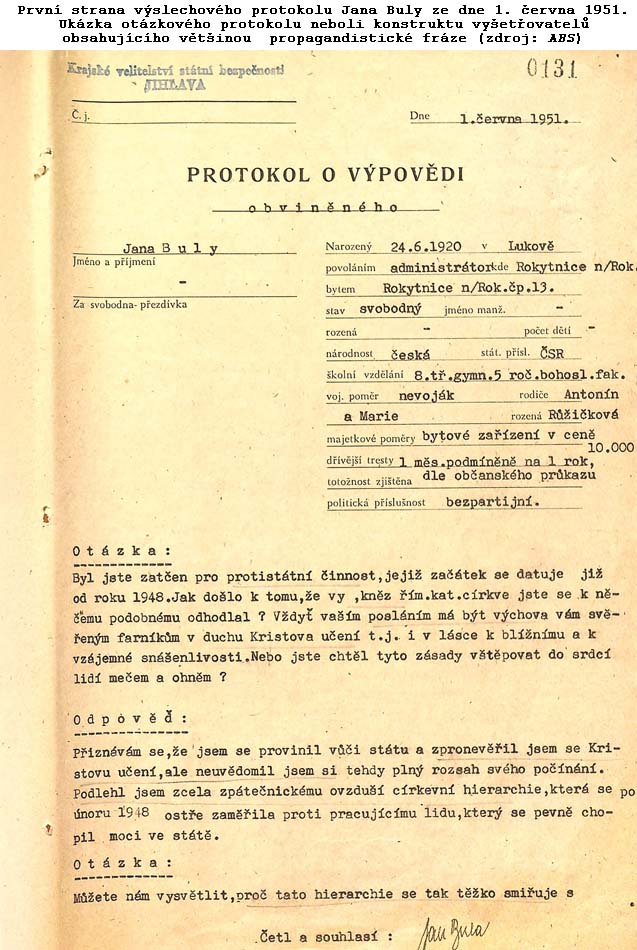
První strana výslechového protokolu Jana Buly ze dne 1. 6. 1951

Sejdeme se v nebi: životní příběh mladého kněze Jana Buly je kniha Jiřího Mikuláška věnovaná knězi Janu Bulovi, jedné z obětí komunistického režimu v rámci tzv. babických procesů. Kniha vyšla v roce 2003 a má beletristickou formu.
Kniha se člení do těchto krátkých kapitol:
- Čím asi bude toto dítě? (rodina a dětství),
- Biřmování (s inspirujícím obrazem mexického kněze Michala Proa),
- Páter Cyril (rozhodnutí pro kněžství),
- Léta přípravy (studium bohosloví),
- Pan kaplan (kooperátorem na faře v Rokytnici),
- Hodina velké zkoušky (přečtení Hlasu československých biskupů a ordinářů věřícím v hodině velké zkoušky),
- Osudná návštěva (bývalého spolužáka kpt. Malého),
- Agónie (zatčení a vazba) a
- Věřím (jako odpověď na výsměšnou otázku Ještě věříš na to vaše nebe?: „Nemá strach, spíše pociťuje zvědavost, jaké to bude, až se probudí na druhém břehu. Celý běh života ... mu připadá jako příprava na velké vyznání, které má složit. Musí se usmát a zašeptá: Věřím!“ — str. 50  ).

Úvodním slovem knihu opatřil brněnský biskup Vojtěch Cikrle, vlastním doslovem pak autor. Na beletristickou část knihy navazuje část Vzpomínek, svědectví a dokumentů, zahrnující i opis jednoho z posledních dopisů Jana Buly, adresovaný P. Cyrilu Bojanovskému, několik svědectví a fotografickou přílohu. V samém závěru je rozhovor s autorem.
| „                         | Kněz Jan Bula byl člověk určený k likvidaci, protože osobnost tohoto mladého duchovního a jeho působení byly překážkou šířícího se zla. Nešlo jen o to zbavit ho života, ale i o to, aby byl zbaven cti a aby bylo jeho jméno -- stejně jako jména mnohých dalších -- vymazáno z paměti národa. Lidem pak byly vnucovány uměle vytvořené idoly. | “ |
| — Jiří Mikulášek, str. 52 | |   |